# Daqingshanodon limbus
Daqingshanodon limbus è un terapside estinto, appartenente ai dicinodonti. Visse nel Permiano superiore (circa 257 - 252 milioni di anni fa) e i suoi resti fossili sono stati ritrovati in Cina.

## Descrizione
Questo animale era di piccole dimensioni se rapportato ad altri dicinodonti noti. Il cranio di Daqingshanodon era lungo meno di 10 centimetri, e l'intero animale non doveva superare il mezzo metro. È considerato il più piccolo membro conosciuto del gruppo di dicinodonti noti come Cryptodontia. Come altri criptodonti, possedeva un paio di "cupole" ossee arrotondate sulle ossa nasali, esattamente sopra le narici, e una cresta ossea sulle ossa mascellari nota come processo postcaniniforme. Daqingshanodon era dotato di due zanne superiori allungate e ricurve, proprio dietro al muso a forma di becco. Si distingueva da altri dicinodonti per la presenza di una distinta cresta lungo il lato del cranio, che decorreva dalla regione sotto l'orbita fino all'area attorno alle zanne. 

## Classificazione
Secondo uno studio del 2011, Daqingshanodon è considerato uno dei membri più arcaici dei criptodonti, un gruppo di dicinodonti tipici del Permiano superiore, comprendenti anche Oudenodon, Tropidostoma, Rhachiocephalus e la famiglia Geikiidae. Secondo gli autori dello stesso studio, l'unico criptodonte più basale era Keyseria. 
Daqingshanodon limbus venne descritto per la prima volta nel 1989, sulla base di un cranio ritrovato in Mongolia Interna (Cina), nella formazione Naobagou. Studi successivi hanno considerato questa specie come un membro del genere Dicynodon (Lucas, 1998), ma il già citato studio del 2011 ha chiarito le reali parentele di questa specie. 

## Paleobiologia
Il cranio olotipico di Daqingshanodon limbus, benché di piccole dimensioni, sembrerebbe appartenere a un esemplare adulto a causa delle protuberanze nasali ben sviluppate.